# Waikerí
Els waikerí pertanyen als grups indígenes no classificats científicament. Segons molts especialistes i recerques, els guaiqueríes són d'origen warao veneçolà, són una de les civilitzacions indíginas més antigues i respectades d'aquest país, la seva major concentració es localitza en l'estat Nueva Esparta.
Alexander von Humboldt escriu en els seus Viatges a les Regions Equinoccials: "Els mateixos guaiqueríes diuen que el seu idioma i el dels waraos estan emparentats". Uns altres els consideren arawacs i altres, caribs, del grup dels cumanagotos. Segons afirmen dites estudioses, aquests grups humans s'estenien primàriament des de la conca de l'Orinoco de Delta Amacuro fins al nord-oest del que avui és Veneçuela.
A l'arribada dels primers exploradors europeus, el gentilici guaiquerí en la seva major concentració radicava a les illes de Paraguachoa (avui Margarita) que, segons Luis B. Mata García, en el seu llibre Toponimia de Pueblos Neoespartanos, comenta: "Paraguachoa, terme que per a alguns investigadors vol dir 'peixos en abundància' i per a altres 'gent de mar'", Cua Hua (avui Cubagua) i Cochen (avui Coche), que conformen l'estat Nueva Esparta, ixí com en el nord del Estat Sucre, en el que es coneix com la península de Araya.

## Història
Els aborígens guaiquerí van ser els primers pobladors a situar-se en l'actual Illa de Margarita, que originàriament va ser denominada per aquests com Paraguachoa, que han volgut traduir-la, sense base lingüística alguna (Manzano i Manzano;1950), com a "abundància de peixos", però que segons els investigadors, és de major probabilitat que, com ho reflecteixen les arrels cumanagotas (Paragua: Mar; Choa: Gent), hagi significat "Gent de la Mar" (Montenegro, 1.983), podent col·locar com un defensor innocent al Frare Francisco de Villacorta, qui en 1536 va fundar en el que avui abasta les locaciones de la Valle del Espíritu Santo i Porlamar, al "Poble de la Mar", per real comissió del Rei d'Espanya.

## Característiques
Segons els descrivien els observadors durant la conquista, l'aspecte d'aquests aborígens era molt diferent al de la majoria de les tribus caribs que es distribuïen pel nord de Veneçuela i les illes limítrofes. La seva alçada era superior a la mitjana, arribant a descriure's que els mateixos podien arribar a aconseguir el metre amb vuitanta centímetres. El seu rostre era bronzejat, amb trets forts i pòmuls resaltantes. A més d'això els era característics una marcada força muscular. I molt probablement una de les característiques que els podia haver guanyat la bona voluntat de part dels espanyols, respecte a altres tribus, va ser la seva hospitalitat i pacificidad, tret aquest que no els priva d'haver estat un poble d'excel·lents guerrers, que es caracteritzaven pel seu coratge. En vista d'aquesta actitud, van ser considerats pels reis d'Espanya com vassalls lliures, la qual cosa legalment impedia que se'ls esclavitzés. Mai van ser sotmesos al règim de la encàrrec, ni els van exigir el pagament de tributs. Sempre se'ls va tenir una respectuosa consideració, tal com es desprèn del següent testimoniatge: “Aquests indis de tan bon natural que no van donar ocasió de guerra ni tampoc la va haver de càstig, no han tingut igual en el tractament, honra i llibertats en tots els dies....han fet gestes increïbles i com a indis de tan bon valor són lliures de tot tribut i servitud per concessió real, honrant-los el Rei en les seves reals cèdules, on els diu “els meus cavallers guaiqueríes”, honra merescuda pel seu valor i fidelitat, gran, constant i ferma...”.

## Economia
Els guaiqueríes eren excel·lents pescadors, basant el seu economia i supervivència (com encara avui ho fan els margariteños) primàriament en aquesta activitat; també van practicar la agricultura (molt probablement amb productes vegetals portats de la terra ferma) aprofitant la fertilitat de les valls, com el d'Arichuna (San Juan Bautista), Arimacoa (Tacarigua), Charaima (El Valle del Espíritu Santo), així com també de zones com La Sabana de Paraguachí, La Mira, entre altres locaciones, per a realitzar els seus cultius. Van ser destres marins, en les seves marineries, van arribar a aconseguir en les seves piragües totes les costes de l'Orient i Centre de Veneçuela, així com també el riu Orinoco, duent a terme operacions de barata, amb altres tribus veneçolanes. El seu govern era regit per Cacics com Charaima (el seu principal exponent), i també per cacics femenins com "Isabel", mare d'un dels primers mestissos d'Amèrica, el Capità Poblador Francisco Fajardo, veritable primer fundador del que avui és la ciutat de Caracas.

## Actualitat
En 1881, l'historiador Andrés Level va comentar "Actualment, no queda en Margarita cap exemplar d'aquesta raça pacífica i laboriosa que va constituir una part important de la nació indígena veneçolana". Avui dia, la raça guaiquerí és trobada en mescla comuna amb l'espanyola i la negra, en molts margaritencs. No obstant això, si existeixen grups aborígens waikerí a la terra margaritenca, encara que molt minvats en número i potser amb ja alguna penetrancia genètica del mestissatge, com ho és la Comunitat Indígena Francisco Fajardo, localitzada a la població de Palguarime, Cruz Grande y El Poblado del municipi autònom Santiago Mariño de Nueva Esparta.